# WikidPad
WikidPad — свободная программа, написанная на языке Python, позволяющая хранить списки дел, контакты, заметки и другую информацию с использованием вики-разметки.
WikidPad позволяет создавать ссылки между страницами. Это позволяет легко создавать небольшие по объёму вики на определённые темы. При необходимости содержание вики может быть экспортировано в формате HTML или XML.
Поддерживает CamelCase-ссылки. Предусмотрена также возможность отключения CamelCase-ссылок как на уровне одной страницы, так и на уровне всей вики.
Написанная на Python, программа может работать на нескольких платформах (Microsoft Windows, GNU/Linux, Mac OS X, …). Для Microsoft Windows доступна бинарная сборка с уже включённым в неё Python. Программа относится к переносимому программному обеспечению и может вместе с самой вики располагаться на сменном носителе и свободно работать с него.
Программа обладает развитым и документированным API, поддерживающем создание разнообразных плагинов (на языке Python); в частности, уже существуют плагины, позволяющие сортировать запланированные дела и облегчающие использование WikidPad при применении методики GTD.

## Атрибуты
Для облегчения навигации, а также для управления поведением вики-страницы WikidPad использует понятие атрибута. Каждая страница может иметь несколько атрибутов.
Есть ряд стандартных (предопределённых) атрибутов. Например:
- todo — для пометки того, что нужно сделать
- done — для пометки того, что уже сделано
- alias — для создания псевдонимов страницы
- camelCaseWordsEnabled — для разрешения/запрещения CamelCase-ссылок

Кроме того, пользователь может определять свои собственные атрибуты.